# Сантьягу-де-Кассуррайнш
Сантьягу-де-Кассуррайнш (порт. Santiago de Cassurrães) — район (фрегезия) в Португалии, входит в округ Визеу. Является составной частью муниципалитета Мангуалди. Находится в составе крупной городской агломерации Большое Визеу. По старому административному делению входил в провинцию Бейра-Алта. Входит в экономико-статистический субрегион Дан-Лафойнш, который входит в Центральный регион. Население составляет 1412 человека на 2001 год. Занимает площадь 22,34 км².